# Use Your Illusion II (video)
Use Your Illusion II é um VHS / DVD ao vivo por Guns N 'Roses. Filmado ao vivo no Tokyo Dome, no Japão em 22 fevereiro de 1992 durante a etapa japonesa da turnê Use Your Illusion, o registo apresenta a segunda metade do concerto, a primeira que aparece no volume irmã Use Your Illusion I. Ambos os títulos foram VHS distribuído pela Geffen Home Video, em 1992.
As músicas "Move to the City" e "Estranged" a partir deste evento foram utilizados na faixa de 1999 o álbum ao vivo Live Era: '87-'93.

## Faixas
1. Introdução - Use Your Illusion II
2. You Could Be Mine
3. Drum Solo & Guitar Solo
4. Theme From The Godfather
5. Sweet Child o' Mine
6. So Fine
7. Rocket Queen
8. Move To The City
9. Knockin' on Heaven's Door
10. Estranged
11. Paradise City

## Créditos
UZI Suicide an original production of TDK Core Co., Ltd. and Japanese Satellite Broadcasting

### Artistas
Guns N' Roses:
- Axl Rose - Vocal,Piano
- Slash - Guitarra
- Duff McKagan - Baixo
- Dizzy Reed - Teclado
- Matt Sorum - Bateria
- Gilby Clarke - Guitarra

Digressão:
Trompetes
- Cece Worrall-Rubin
- Lisa Maxwell
- Anne King

Backing Vocals
- Tracey Amos
- Roberta Freeman

Teclado e Backing Vocals
- Ted Andreadis

### Produção
- Diretor: Paul Becher
- Produtores: Shuji Wakai, Tsugihiko Imai, Tamamatsu Kuwata, Ichiro Misu, Yasumi Takeuchi, Noboru Shimasaki, Reiko Nakano, Shigeo Iguro
- Light Design: Phil Ealy
- Engenharia Acústica: David Kehrer, Jim Mitchell
- Diretor de Arte: Kevin Reagan